# Mona the Vampire
Mona the Vampire (Mona, a Vampiro, no Brasil) é uma série de desenho animado franco-canadense baseada em um livro infantil de mesmo nome escrito e ilustrado por Sonia Holleyman , bem como uma série de romances ilustrados por Holleyman e escritos por Hiawyn Oram. . A série foi co-produzida pela Cinar e pela Alphanim, e pela Animation Services (em Hong Kong) na 3ª temporada. Foi exibida originalmente no Canadá pela YTV e na França pelos canais France 3, Canal J e Tiji. No Brasil, a série foi exibida inicialmente pelo Cartoon Network, pelo Boomerang, e pela RecordTV e mais tarde, pela TV Cultura.
A série conta as aventuras extraordinárias de Mona Parker, uma garota de 10 anos que acredita ser Mona, a Vampiro, uma super-heroína que resolve mistérios sobrenaturais junto com seus amigos Lily (Princesa Gigante) e Charley (Demolidor).

## Sinopse
A série narra as aventuras de Mona Parker, uma garota que se autointitula "Mona, a Vampiro", junto com seus dois melhores amigos, Lily Duncan (Princesa Gigante) e Charley Bones (Demolidor), e o gato de estimação de Mona, Dentuço. A cada episódio, eles enfrentam inimigos sobrenaturais ou resolvem um mistério sobrenatural, mas sempre acabam encontrando explicações racionais para o que eles vêem.

## Personagens
- Mona Parker (Mona, a Vampiro): Mona, a principal protagonista do desenho, é uma menina de 10 anos de idade com uma vívida imaginação. Ela acredita que a sua cidade natal é sempre atormentada por fenômenos sobrenaturais, tais como monstros, alienígenas, trolls, etc. Ela constantemente prepara planos para detê-los e salvar a cidade em uma luta diária. Seu alter-ego, Mona, a Vampiro tem um "sentido de vampiro" que formiga toda as vezes que há algo de ruim no ar. Juntamente com seus dois amigos, a Princesa Gigante (Lily) e Demolidor (Charley), eles resolvem mistérios e enfrentam monstros. Ela não gosta de limpar o seu quarto e prefere combater seu arqui-inimigo Von Kreepsula. Embora a imaginação de Mona possa causar problemas às vezes, sua imaginação muitas vezes provou ser útil. Mona tem um gato de estimação chamado Dentuço, que é o seu fiel escudeiro. Ela tem um talento para quebrar feitiços. Ela possui os cabelos castanhos e usa dois laços de fita vermelhos, junto com uma camisa pólo branca e suéter vermelho e uma minissaia preta. Quando está na identidade de Mona a Vampiro, usa uma peruca preta com tranças e laços amarelos e vermelhos, uma capa roxa com uma estampa de quatro flores amarelas, além de nunca esquecer seus dentes caninos de vampiro.
- Charley Bones (Demolidor): Charley é o melhor amigo de Mona. Charley é muito medroso, mas é muito inteligente e tem várias ideias para deter os vilões que aterrorizam a cidade. Como Mona, ele é um dos únicos que pode ver os vilões, pois também tem uma vívida imaginação. Quando um "problema" acontece, ele vai até sua casa, tira seus óculos e usa uma fantasia para se transformar no herói Demolidor, o acompanhante de Mona a Vampiro. O Demolidor usa uma roupa azul e antenas, além de um capuz para encobrir o cabelo e uma pistola de água. Ele tem um quartel-general que é o centro de operações de Mona a Vampiro, o Demolidor e a Princesa Gigante.
- Lily Duncan (Princesa Gigante): Lily é a melhor amiga de Mona e costuma sempre procurar mistérios. É muito parecida com Mona, só que é ruiva. Ela participa do trio de Mona como a heroína Princesa Gigante, com seus longos cabelos loiros (na verdade, uma peruca loira). Lily ajuda muito o trio e é fundamental para resolver as investigações de Mona.
- Dentuço: É o gato de estimação de Mona e ajudante dela. Quando Mona se veste com sua fantasia de vampiro, ela amarra asas falsas ao redor dele (provavelmente a fazer com que ele pareça com um morcego). Dentuço é o principal cúmplice nas aventuras da imaginação de Mona. O mais importante de tudo, ele é o confidente de Mona, e sempre está ao lado dela, pronto e disposto a seguir-lhe, em qualquer lugar, qualquer hora, sem fazer perguntas. E o fato dele ser um animal que não pode falar faz dele o auxiliar perfeito. Positivamente gregário, ele é tão forte como Mona quando se trata de definição sobre as aventuras. No entanto, quando as coisas tomam macabras, ele tende a ser o primeiro a fugir para debaixo do sofá mais próximo. Além de resolver mistérios e entregar recados, Mona o escova constantemente. Ele é um raro gato que gosta de nadar na piscina local (para o desgosto do salva-vidas de plantão).
- Angela Smith: Angela é uma grande rival de Mona e tem inveja dela.Mona sempre consegue se vingar.
- George Dumol: Um valentão da escola, que intimida principalmente Charlie, mas também intimida vários outros personagens. Ele desempenha o papel de um valentão na série e muitas vezes é visto conversando e negociando com Angela como amiga.
- Sr. & Sra. Parker: Eles são os adoráveis pais de Mona. A Sra. Parker é uma força moral com a qual Mona pode contar, enquanto o Sr. Parker é um indivíduo bem mais alegre e tem uma imaginação como Mona, e permite-lhe dar continuidade à sua vida fantasiosa.
- Diretor Shawbly: O diretor da Escola Elementar de St. Fé, onde Mona estuda.
- Madeleine Gotto: Professora de Mona. Ela tem um hábito de apaixonar-se facilmente.
- Deputada Bryerson: É a vizinha idosa de Mona que tem um poodle chamado Blitzy.
- Officer Halcroft: O chefe da polícia local. Ele é usado para se antecipar a Mona, e é rápido para oferecer uma explicação mais racional para as histórias de Mona, que, ironicamente, Mona encontra bastante distante e inacreditável.
- Belinda: A babá de Mona, que pensa que ela é um robô.
- Lawrence: Uma das colegas de classe de Mona.
- Prefeito Rosenbaum: O desajeitado prefeito da cidade.

## Produção
O primeiro anúncio público da produção do desenho animado foi feito em 9 de junho de 1998 pela agência de notícias PR Newswire, de Nova York. Antes de Mona the Vampire, a Cinar e a Alphanim, duas das principais produtoras, foram também parceiras em várias outras séries de televisão, incluindo Are You Afraid of the Dark?. Os líderes das duas empresas previram que Mona the Vampire seria um grande sucesso e esperaram aprofundar o relacionamento entre as duas empresas com essa produção.

### Base literária
Mona the Vampire foi baseada em uma série de livros com o mesmo nome que foram publicados no início e meados da década de 1990 e foram escritos e ilustrados por Sonia Holleyman, que mais tarde foi parceira de Hiawyn Oram ao escrever a série de livros. A ideia original de Mona criada por Holleyman, representada em seus três primeiros livros levou mais a uma garota com uma grande imaginação que, como muitas crianças, gosta de experimentar várias obsessões diferentes. No entanto, depois que Oram se juntou a Holleyman nos outros seis livros da série, eles decidiram transformar Mona em uma personagem que é obcecada apenas na sua personalidade de super-heroína vampira. Essas ideias mais tarde se desenvolveram no desenho animado.[carece de fontes?]
Além disso, uma série de oito livros ilustrados e três livros de atividades baseados na série televisiva foi publicada no Reino Unido pela Orchard Books em 2001. Esta série de livros ilustrados descreve os personagens e o cenário de maneira semelhante à série televisiva. Cada um dos livros é baseado em episódios específicos da primeira temporada do programa.[carece de fontes?]

### Recepção
De acordo com a Community Newspaper Company, Mona the Vampire, juntamente com Cédric, recebeu uma ampla audiência no Canadá e em muitos países europeus.

### Website
Em 29 de agosto de 2000, após a produção da primeira temporada da série, a Alphanim, junto com a Tiji e a Cinar criaram um site em Adobe Flash com o nome de domínio monathevampire.com. Este site incluía vários jogos e atividades infantis com os personagens da série. Em 29 de agosto de 2016, o site foi desativado, mas ainda existem versões arquivadas do site.